# John Warhurst
John Warhurst (* 1. Oktober 1944 in Sheffield) ist ein ehemaliger britischer Geher.
Bei den Olympischen Spielen 1972 in München kam er im 50-km-Gehen auf den 18. Platz.
1974 siegte er für England startend bei den British Commonwealth Games in Christchurch über 20 Meilen und wurde bei den Leichtathletik-Europameisterschaften in Rom Elfter über 50 km.

## Bestzeiten
- 20 km Gehen: 1:29:37 h, 28. Juli 1973, London
- 50 km Gehen: 4:12:37 h, 27. Mai 1972, Bremen